# STP 마케팅
STP는 시장 세분화(Segmentation), 표적 시장 선정(Targeting), 위상 정립(Positioning)의 첫자를 딴 마케팅 전략중 하나이다. 제품 범주와 소비자 욕구에 근거하여 동질적인 여러 고객집단을 나누고 경쟁 상황과 여러 자원을 고려하여 가장 자신 있는 시장을 선정한다는 것이 주요 내용이다.

## 시장 세분화
세분화는 시장을 공통적인 수요와 구매행동을 가진 그룹으로 나누어 그 그룹의 욕구와 필요에 맞추어 마케팅을 전개하는 것을 말한다. 세분화의 기준에는 인구학적, 지역적, 사회적, 심리적 방법 등이 있다. 세분화의 결과는 상호간에는 이질성이 극대화되어야 하고, 세분시장 내에서는 동질성이 극대화되어야 바람직하다.

### 효과적인 시장 세분화의 조건
- 측정가능성 : 각 세분시장의 규모와 구매력과 같은 세분시장의 틀은 구체적으로 측정 가능한 것이어야 한다.
- 규모 : 각 세분시장은 기업이 개별적인 마케팅프로그램을 실행할 수 있을 정도로 충분한 규모를 지니고 있어야 한다.
- 접근가능성 : 소비자에게 접근할 기회가 없다면 세분 시장으로서의 가치를 상실하게 된다.
- 차별적 반응 : 각 세분시장은 마케팅믹스에 대해 서로 다른 반응을 보여야 한다.

## 표적시장 선정
세분화를 통하여 나뉜 시장 또는 그룹 중 어떤 곳에 집중할 것인지 선택하는 것이다. 선택한 곳에서 경쟁우위를 확보할 수 있다는 판단하에 선택할 수도 있지만, 시장 또는 그룹에 대한 평가에 의해 선택하고 그곳에 적절하게 경쟁우위를 개발할 수도 있다.

### 타겟 전략
- 차별화 전략 : 다양한 소비자 니즈에 대응하여 각 세분시장별 마케팅을 수립해야 한다. 하지만 집중적이지 못해 효율성이 떨어질 수 있다.
- 비차별화 전략 : 보편성이 높은 제품으로 큰 시장이 형성되어 있는 시장을 선택했을 때 쓰는 전략이다. 하지만 기존 브랜드와의 경쟁으로 시장 기회가 적다.
- 집중화 전략 : 특정 세분시장 마케팅에 집중하는 전략이다. 한정적인 자원으로 특정 시장에 우위를 차지 할 수 있는 기회가 크다. 하지만 고객 니즈의 변화로 위험 변수가 있다.

## 위상 정립
고객에게 인식 되고자 하는 이상향으로 기업의 제품과 이미지가 인식되도록 설계하는 마케팅의 과정이다.

## 같이 보기
- 마케팅

## 참고 문헌
- 마케팅 - 채서일 저 <비앤엠북스> p.235
- e-비즈니스의 이해 - 정석찬 외 <나남> p.152 ~ 161